# زندگی‌ام را خراب کن
«زندگی‌ام را خراب کن» (به انگلیسی: Ruin My Life) ترانه‌ای از خوانندهٔ سوئدی زارا لارسن می‌باشد که در ۱۸ اکتبر سال ۲۰۱۸ از سوی تن موزیک گروپ به‌عنوان تک‌آهنگ اصلی از سومین آلبوم استودیویی وی تحت عنوان دختر پوستری (۲۰۲۱) منتشر گردید. این تک‌آهنگ در سوئد رتبهٔ دوم، در ایرلند رتبهٔ پنجم و در بریتانیا و اسرائیل رتبهٔ نهم را کسب کرد. همچنین در ده کشور گواهی طلایی یا بالاتر دریافت کرده است.